# Masca lui Xiuhtecuhtli

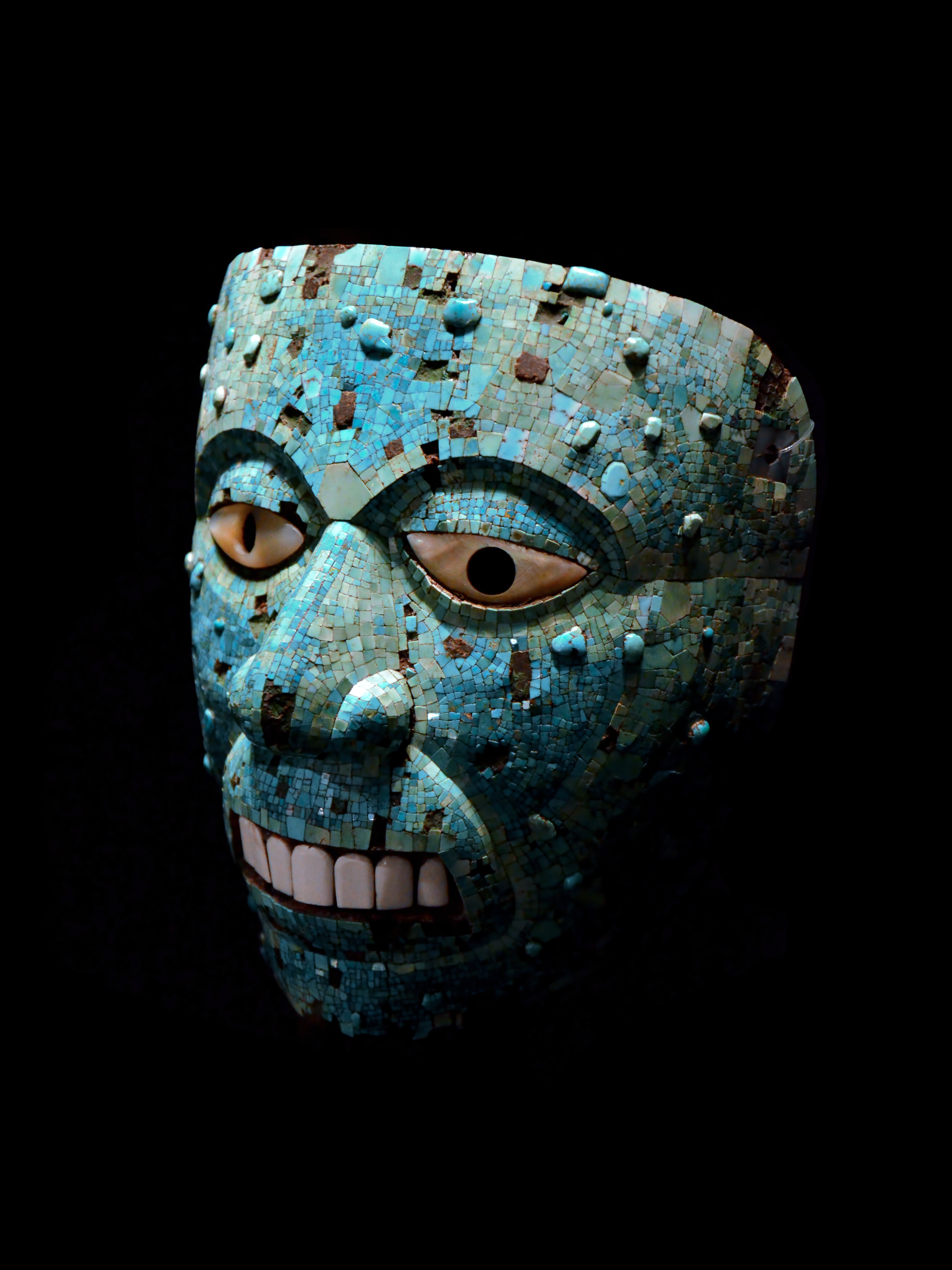
Masca lui Xiuhtecuhtli se află în British Museum din Londra, Anglia

Masca lui Xiuhtecuhtli se află în British Museum și care îl înfățișează pe Xiuhtecuhtli, zeul aztec al focului. Ea datează din aproximativ 1400 -1521 și este făcută din sute de bucățele mici de turcoaz lipite pe o bază făcută din lemn de cedru.

## Descriere
Masca măsoară 16.5 centimetri x 15.2 centimetri. Sutele de bucățele de turcoaz au fost lipite cu rășină de pin. Ochii au fost realizați perle din specia pinctada mazatlantica iar cei 7 dinți din scoici.

## Xiuhtecuhtli
Xiuhtecuhtli („Stăpânul / Zeul turcoaz”), numit și Ixcozauhqui sau Cuezaltzin („flacără”), uneori considerat și Huehueteotl („zeul bătrân”), a reprezentat în mitologia aztecă personificarea vieții după moarte, căldura focului, lumina în întuneric și mâncarea pe timpul foametei He was the lord of volcanoes,.

## Galerie

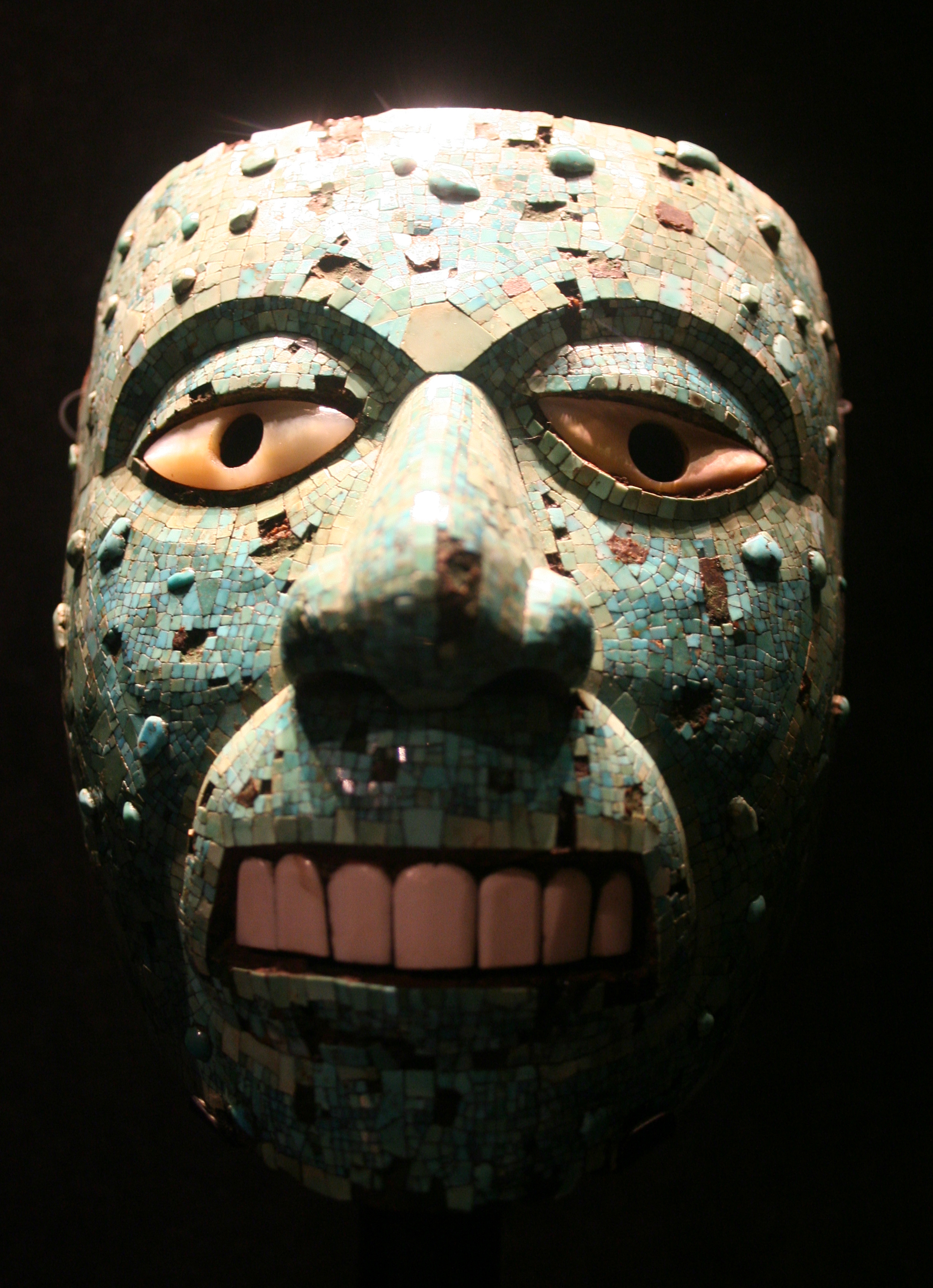
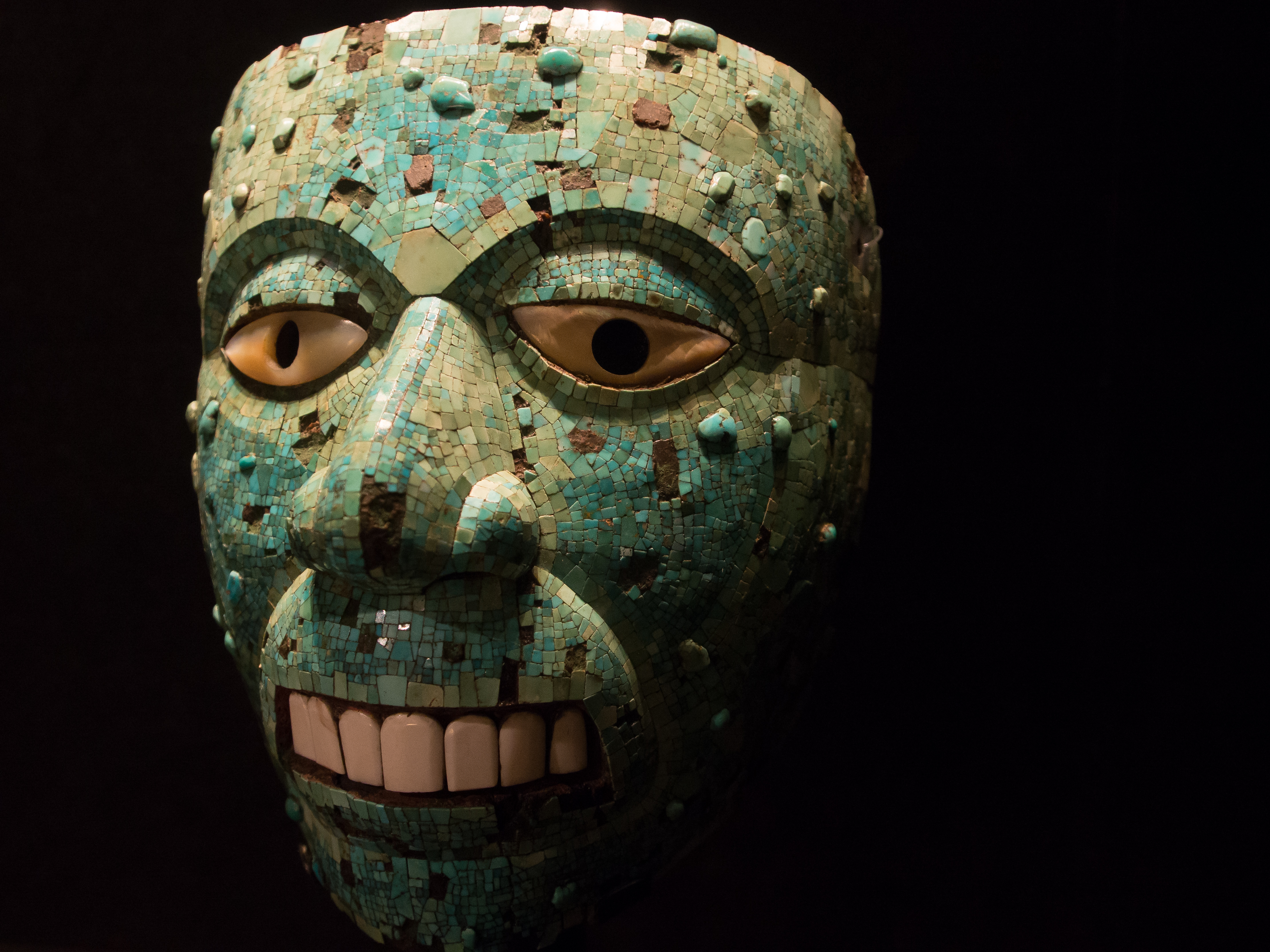
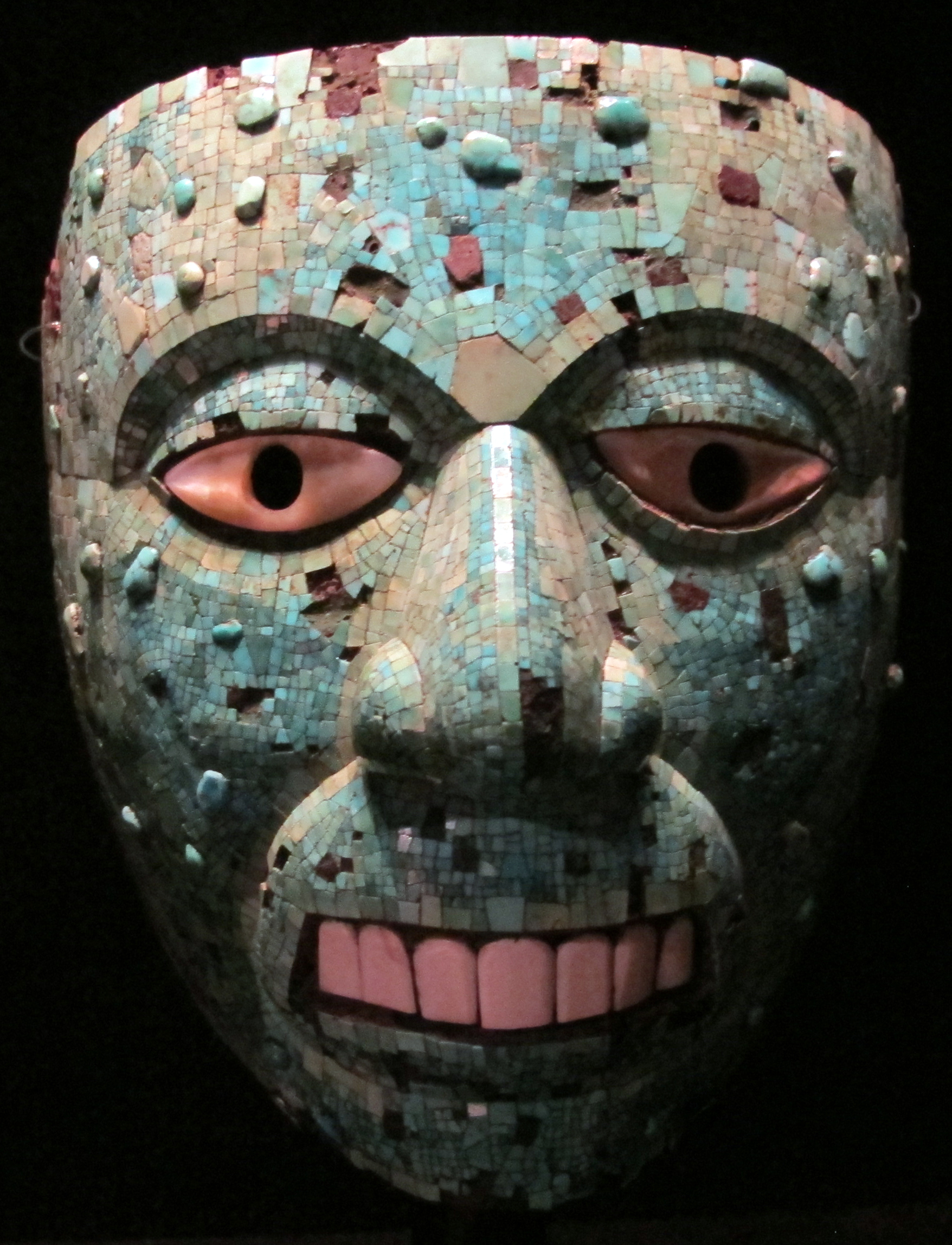
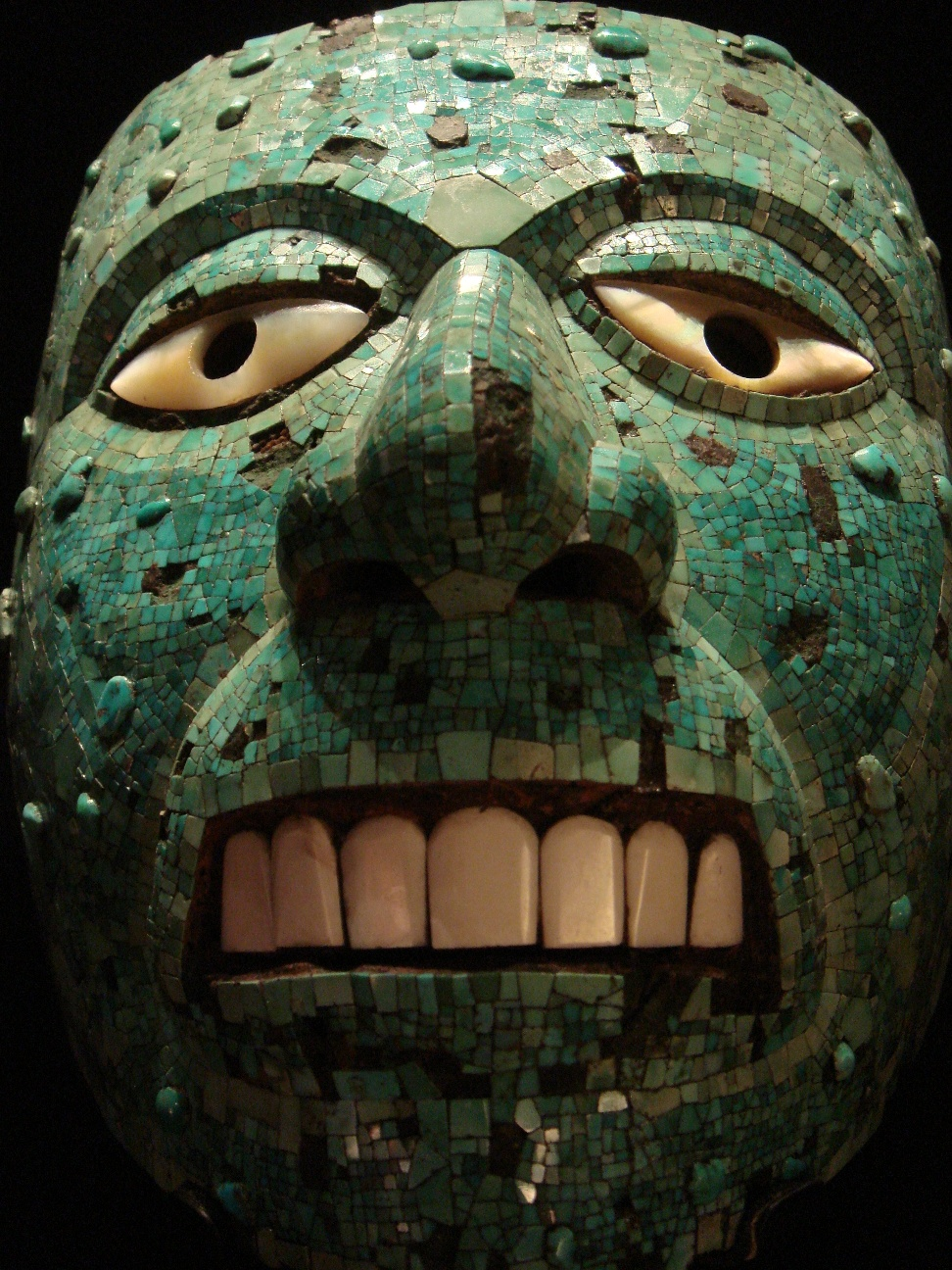
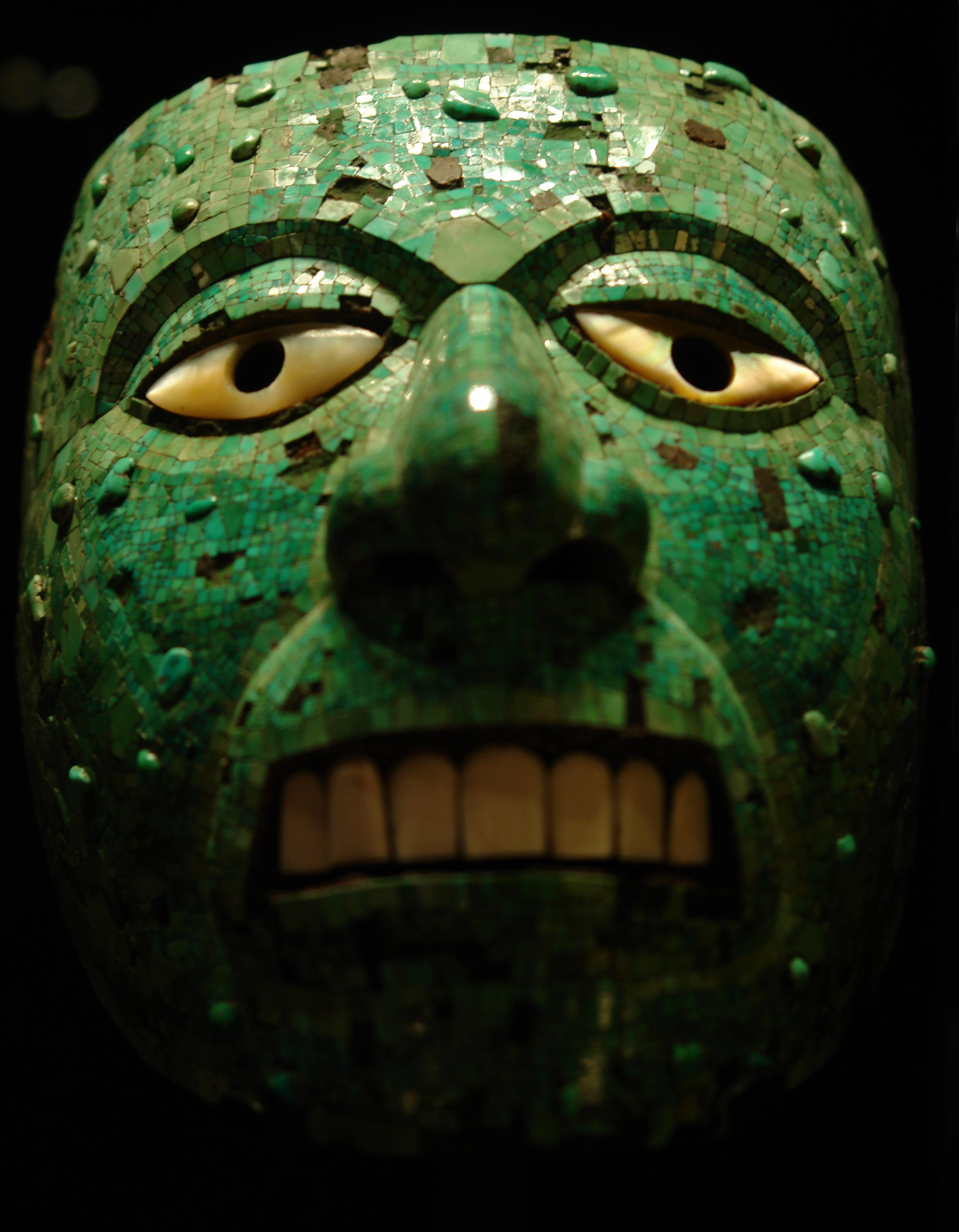